# Barbara Sofia di Brandeburgo
Barbara Sofia di Brandeburgo (Halle, 16 novembre 1584 – Strasburgo, 13 febbraio 1636) fu una principessa del Brandeburgo.

## Biografia
Era figlia del principe elettore Gioacchino III Federico di Brandeburgo e di Caterina di Brandeburgo-Küstrin, figlia a sua volta di Giovanni di Brandeburgo-Küstrin. Fu tutrice del proprio figlio maggiore, il duca Eberardo di Württemberg, durante gli anni della sua minore età.
Il 28 luglio 1628 Barbara Sofia, alla morte del marito, lasciò volontariamente la sede del castello di Kirchheim, dal momento che la reggenza del loro figlio quattordicenne Eberardo III era iniziata nel bel mezzo dei conflitti della guerra dei Trent'anni. Dapprima questi venne affidato alla tutela dello zio paterno, Ludovico Federico di Württemberg-Mömpelgard, ma dopo la sua morte avvenuta il 26 gennaio 1631 questa passò a Giulio Federico di Württemberg-Weiltingen e successivamente a Barbara Sofia che venne soprannominata all'occasione der Obervormünderin.
Nel 1632 Barbara Sofia giunse a Stoccarda dove si dimostrò una politicante attiva e determinata. Il duca Giulio Federico, a partire dal 1632, dopo la battaglia di Lützen, si era schierato con le fazioni svedesi nel corso degli eventi della guerra dei Trent'anni: il suo scopo era infatti quello di evacuare il paese dalle truppe ostili e di secolarizzare le proprietà della Chiesa presenti nei propri territori.
Malgrado un parziale successo nell'impresa, la sua ingerenza negli affari di corte di Eberardo e Barbara Sofia fu costante, perlomeno sin quando l'imperatore Ferdinando II non decise di proclamare Eberardo maggiorenne.
Eberardo III prese le redini del governo l'8 maggio 1633, aderendo alla Federazione di Heilbronn con i protestanti, che subirono una pesante sconfitta nella battaglia di Nördlingen del 6 settembre 1634. Il Württemberg venne di conseguenza saccheggiato e devastato dagli oppositori del governo ducale, a tal punto che lo stesso duca fu costretto ad trovare asilo a Strasburgo dove si recò con tutta quanta la corte e la madre, che ivi morì nel 1636, venendo in seguito sepolta nella cattedrale di Stoccarda.

## Matrimonio e figli
Barbara Sofia sposò a Stoccarda, il 6 novembre 1609, il duca Giovanni Federico di Württemberg. L'occasione del matrimonio dei due principi venne celebrata al castello di Urach presso Bad Urach, dove venne inaugurata in quel giorno la sala per le feste nota come "sala d'oro". La coppia ebbe otto figli:
- Enrichetta (Stoccarda, 12 ottobre 1610 - 18 febbraio 1623);
- Federico (Urach, 15 marzo 1612 - Stoccarda, 12 giugno 1612);
- Antonia (Stoccarda, 3 aprile 1613 - Liebenzell, 11 ottobre 1679);
- Eberardo (Stoccarda, 16 dicembre 1614 - 2 luglio 1674);
- Federico (Stoccarda, 19 dicembre 1615 - Neuenstadt, 24 marzo 1682);
- Ulrico (Stoccarda, 15 maggio 1617 - 5 dicembre 1671);
- Anna Giovanna (Stoccarda, 13 marzo 1619 - Neuenstadt, 15 marzo 1679);
- Sibilla (Stoccarda, 4 dicembre 1620 - 21 maggio 1707);
- Erberto (Stoccarda, 4 settembre 1623 - 9 gennaio 1624).

## Ascendenza
|                                    |                             |                                | Genitori                          |  |  | Nonni |  |  | Bisnonni                     |  |  | Trisnonni                   |  |
|                                    |                             |                                |                                   |  |  |       |  |  | Gioacchino II di Brandeburgo |  |  | Gioacchino I di Brandeburgo |  |
|                                    |                             |                                |                                   |  |  |       |  |  | Gioacchino II di Brandeburgo |  |  | Gioacchino I di Brandeburgo |  |
|                                    |                             | Elisabetta di Danimarca        |                                   |  |  |       |  |  | Gioacchino II di Brandeburgo |  |  |                             |  |
| Giovanni Giorgio di Brandeburgo    |                             |                                |                                   |  |  |       |  |  | Gioacchino II di Brandeburgo |  |  |                             |  |
|                                    |                             | Maddalena di Sassonia          | Giorgio di Sassonia               |  |  |       |  |  |                              |  |  |                             |  |
|                                    |                             | Maddalena di Sassonia          | Giorgio di Sassonia               |  |  |       |  |  |                              |  |  |                             |  |
|                                    |                             | Maddalena di Sassonia          | Barbara Jagellona                 |  |  |       |  |  |                              |  |  |                             |  |
| Gioacchino Federico di Brandeburgo |                             | Maddalena di Sassonia          |                                   |  |  |       |  |  |                              |  |  |                             |  |
|                                    |                             | Federico II di Legnica         | Federico I di Legnica             |  |  |       |  |  |                              |  |  |                             |  |
|                                    |                             | Federico II di Legnica         | Federico I di Legnica             |  |  |       |  |  |                              |  |  |                             |  |
|                                    |                             | Federico II di Legnica         | Ludmilla di Podebrad              |  |  |       |  |  |                              |  |  |                             |  |
| Sofia di Legnica                   |                             | Federico II di Legnica         |                                   |  |  |       |  |  |                              |  |  |                             |  |
|                                    |                             | Sofia di Brandeburgo-Ansbach   | Federico I di Brandeburgo-Ansbach |  |  |       |  |  |                              |  |  |                             |  |
|                                    |                             | Sofia di Brandeburgo-Ansbach   | Federico I di Brandeburgo-Ansbach |  |  |       |  |  |                              |  |  |                             |  |
|                                    |                             | Sofia di Brandeburgo-Ansbach   | Sofia di Polonia                  |  |  |       |  |  |                              |  |  |                             |  |
| Barbara Sofia di Brandeburgo       |                             | Sofia di Brandeburgo-Ansbach   |                                   |  |  |       |  |  |                              |  |  |                             |  |
|                                    | Gioacchino I di Brandeburgo | Giovanni I di Brandeburgo      |                                   |  |  |       |  |  |                              |  |  |                             |  |
|                                    | Gioacchino I di Brandeburgo | Giovanni I di Brandeburgo      |                                   |  |  |       |  |  |                              |  |  |                             |  |
|                                    | Gioacchino I di Brandeburgo | Margherita di Sassonia         |                                   |  |  |       |  |  |                              |  |  |                             |  |
| Giovanni di Brandeburgo-Küstrin    | Gioacchino I di Brandeburgo |                                |                                   |  |  |       |  |  |                              |  |  |                             |  |
|                                    |                             | Elisabetta di Danimarca        | Giovanni di Danimarca             |  |  |       |  |  |                              |  |  |                             |  |
|                                    |                             | Elisabetta di Danimarca        | Giovanni di Danimarca             |  |  |       |  |  |                              |  |  |                             |  |
|                                    |                             | Elisabetta di Danimarca        | Cristina di Sassonia              |  |  |       |  |  |                              |  |  |                             |  |
| Caterina di Brandeburgo-Küstrin    |                             | Elisabetta di Danimarca        |                                   |  |  |       |  |  |                              |  |  |                             |  |
|                                    |                             | Enrico V di Brunswick-Lüneburg | Enrico IV di Brunswick-Lüneburg   |  |  |       |  |  |                              |  |  |                             |  |
|                                    |                             | Enrico V di Brunswick-Lüneburg | Enrico IV di Brunswick-Lüneburg   |  |  |       |  |  |                              |  |  |                             |  |
|                                    |                             | Enrico V di Brunswick-Lüneburg | Caterina di Pomerania-Wolgast     |  |  |       |  |  |                              |  |  |                             |  |
| Caterina di Brunswick-Wolfenbüttel |                             | Enrico V di Brunswick-Lüneburg |                                   |  |  |       |  |  |                              |  |  |                             |  |
|                                    |                             | Maria di Württemberg           | Enrico di Württemberg             |  |  |       |  |  |                              |  |  |                             |  |
|                                    |                             | Maria di Württemberg           | Enrico di Württemberg             |  |  |       |  |  |                              |  |  |                             |  |
|                                    |                             | Maria di Württemberg           | Eva di Salm                       |  |  |       |  |  |                              |  |  |                             |  |
|                                    |                             | Maria di Württemberg           |                                   |  |  |       |  |  |                              |  |  |                             |  |